# Mszanna (województwo mazowieckie)
Mszanna – wieś sołecka w Polsce położona w województwie mazowieckim, w powiecie łosickim, w gminie Olszanka. Pierwotna nazwa miejscowości to Mszany.
W latach 1975–1998 miejscowość administracyjnie należała do województwa bialskopodlaskiego.

## Historia
W 1551 r. wieś wchodziła w skład klucza huszlewskiego, podległego dworowi w Woźnikach. Pod koniec wieku XVI w Dobrach Woźnickich znajdowało się aż 19 wsi. W połowie XVI w. majątek przejął wojewoda podlaski – Mikołaj Kiszka, a w 1662 r. podstoli mielnicki – Kazimierz Orzeszko. Kolejnym posiadaczem został Władysław Kosnowski, a następnie starosta drohicki – Zbigniew Ossoliński.
Z dokumentu Mikołaja Kiszki z 1588 r. możemy się dowiedzieć o założeniu świątyni prawosławnej w Mszannie, która służyła jako siedziba parafii Diecezji włodzimierskiej, ziemi mielnickiej. W wieku XVII w wyniku Unii brzeskiej świątynia została wcielona do kościoła unickiego nazywanym później kościołem/cerkwią grekokatolickim.
Podczas powstania styczniowego dnia 7 września 1863 roku, oddział powstańców, którymi dowodził major Ludwik Lutyński stoczył przegraną bitwę pod Mszanną, gdzie stanął naprzeciw lepiej wyposażonym i dużym oddziałem wojsk rosyjskich. Zginęło wówczas pięćdziesięciu powstańców, a kilkunastu zostało rannych. Pomnik upamiętniający powstańców znajduje się na pobliskim cmentarzu.
Według spisu ludności z 30 września 1921 roku w Mszannie zamieszkiwało 177 osób, gdzie 149 zadeklarowało wyznanie rzymskokatolickie, 15 osób mojżeszowe i 13 osób prawosławne. Należy podkreślić, że w tamtych czasach mieszkańcy wsi czuli przywiązanie do kościoła unickiego, który został zlikwidowany w 1875 roku, po stłumieniu powstania  styczniowego. W ramach sprzeciwu mieszkańcy wsi nie chcieli przyjąć prawosławia. W wieku XIX język, w którym miejscowa ludność komunikowała się, była charakterystyczna dla gwar Południowego Podlasia. Obecnym reliktem pozostałym po czasach Rusińskich są nazwiska z końcówką -uk.
W 1937 roku we wsi znajdowały się 43 domostwa.
- W południowej części wsi znajduje się cmentarz, w XIX w. chowano tam unitów i prawosławnych, później zaczęto chować osoby wyznania rzymskokatolickiego. Obecnie pozostało kilka nagrobków prawosławnych.

## Obiektyzabytkowe
- Cerkiew prawosławna, wybudowana w r. 1914, nr rej.: A-271 z 20.08.1997
- ogrodzenie, nr rej.: j.w.

Świątynia od roku 1925 pełni rolę rzymskokatolickiego kościoła parafialnego pw. Ścięcia św. Jana Chrzciciela.